# Mudrost
Mudrost je pojam koji označava duboko znanje, uvid, dobro rasuđivanje. Ljudi koji teže mudrosti nazivaju se filozofima (gr: filia - ljubav, sofia  - mudrost).
Onaj tko se okreće mudrosti nalazi vremena za duhovno usavršavanje, ne dopuštajući da ga "progutaju" zahtjevi praktičnog života.
Tradicionalna predstava mudraca po pravilu podrazumjeva stare ljude.